# Сёрланн (корабль)

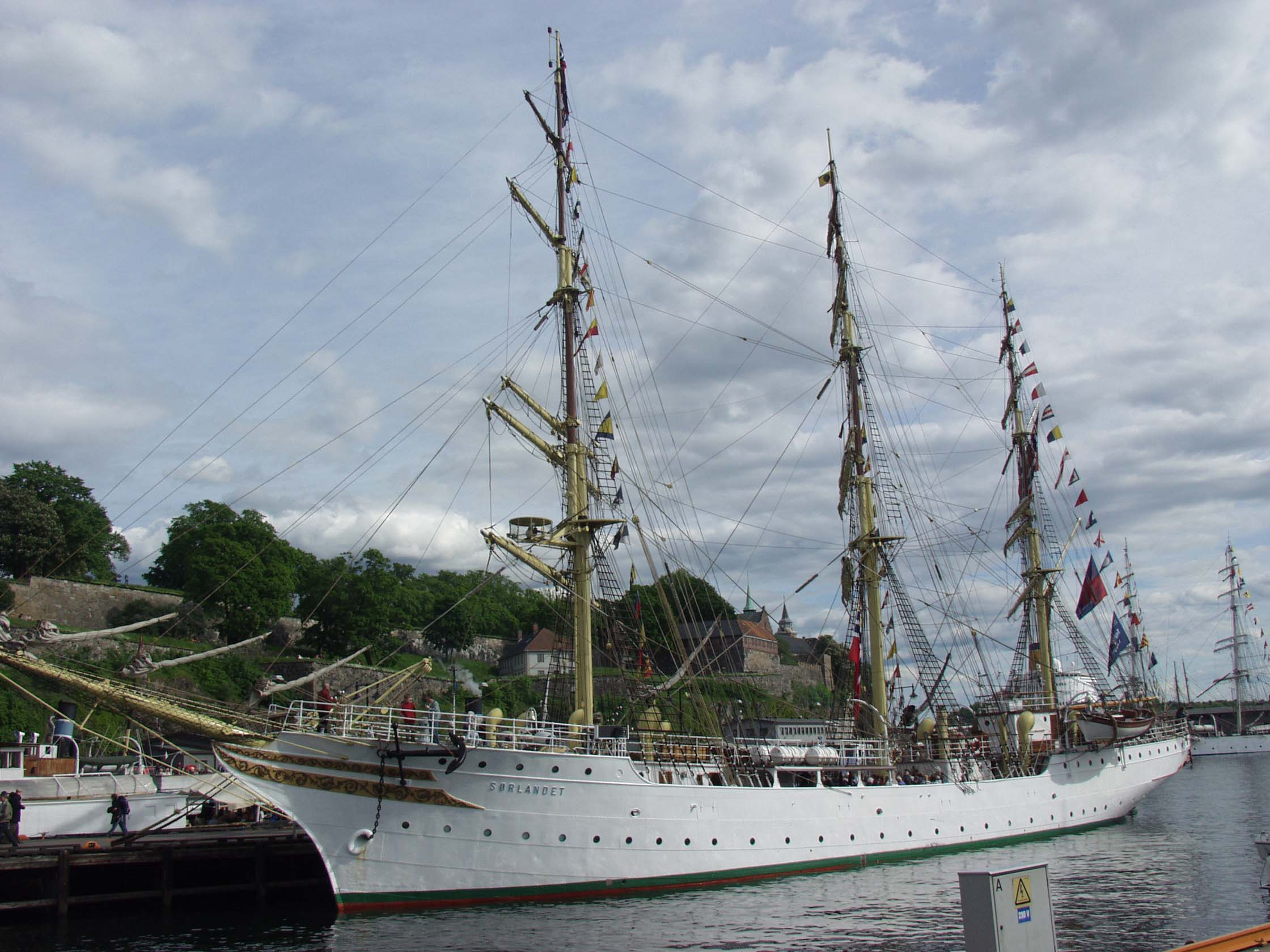
Фрегат «Сёрланн» в порту Осло, 2005 г.

Сёрланн (букмол Sørlandet, нюнорск Sørlandet) — трехмачтовый фрегат, самый старый из трех норвежских парусных кораблей, входящий[когда?] в десятку старейших парусных судов мира, находящихся в эксплуатации. Сегодня[когда?] фрегат Sørlandet работает по программе Канадской морской школы как учебное парусное судно и выполняет длительные морские походы в Атлантическом океане. Сёрланн — старейший в мире полностью оснащенный работающий корабль. Наряду с парусниками Статсраад Лемкюль (Statsraad Lehmkuhl) и Кристиан Радич (Christian Radich) входит в «Великое трио Норвегии». Во время Второй мировой войны вместе с этими барками использовался как продовольственный склад.

## История
Назван в честь самого южного региона Норвегии — Сёрланн, построен в 1927 году на верфи «Hølvolds Mek. Verksted» норвежского города Кристиансанн в качестве парусного учебного корабля для национального торгового флота. Первый рейс в Осло сделан в том же 1927 году, где корабль был осмотрен королем Норвегии Хоконом VII и принцем Улафом V. Затем, взяв на борт 90 молодых курсантов, парусный корабль направился в Лондон. Первоначально парусник не имел ни дополнительного двигателя, ни гребного винта и управлялся исключительно парусным вооружением.
Сёрланн представлял Норвегию в 1933 году на выставке Всемирной выставке 1933 года в Чикаго, США. Он был первым норвежским парусным судном, пересёкшим Атлантику.
Во время Второй мировой войны судно было захвачено немцами и вместе с барками «Статсраад Лемкюль» и «Кристиан Радич» использовался как продовольственный склад. В 1958 году на фрегат установили двигатель и гребной винт.
В 1974 году фрегат выкупило частное лицо. Простояв у причала города Kilsund в течение трех лет, Сёрланн вернулся в Кристиансанд. Во избежания повторных попыток приобрести уникальный фрегат была создана ассоциация «Fullriggeren Sørlandets Venner» (Друзья парусного корабля «Сёрланн»), которая в настоящее время[когда?] является и владельцем и судовым оператором парусника, оберегая наследие эпохи парусников.
Наиболее активным периодом морской службы фрегата были 80-е годы XX века. По его палубам и реям прошли тысячи учащихся учебных заведений ВМС Норвегии, получившие за шесть недель подготовки свой первый опыт в морском деле. За это время фрегат «Сёрланн» совершил несколько десятков продолжительных морских походов, пересекая Атлантический океан к Бермудским островам.

## Участие в регатах
Сёрланн участвовал в нескольких гонках Tall Ships 'Races, и ее список заслуг выглядит следующим образом:
- 1956 — Турбай — Лиссабон (2 место)
- 1960 — Осло — Остенде (2 место)
- 1962 — Турбай Бретанькистен — Роттердам (2 место)
- 1964 — Лиссабон — Бермудские острова (4 место)
- 1966 — Фалмут — Скаген (1 место)
- 1968 — Гётеборг — «Океан Викинг» — Кристиансанн (2 место)
- 1980 — Скаген — Амстердам (4 место)
- 2003 — Рига — Травемюнде (1 место)
- 2004 — Ставангер — Куксхафен (4 место)
- 2005 — Ньюкасл Гейтсхед — Фредрикстад (5 место)
- 2016 — Белфаст — Олесунн (2 место), Кристиансанн — Ольборг (1 место)
- 2018 — Сандерленд — Эсбьерг (2 место)